# ناوشکن کلاس آمیکاز
ناوشکن کلاس آمیکاز (به انگلیسی: Umikaze-class destroyer) یک کلاس از کشتی است که طول آن ۹۴٫۵ متر (۳۱۰ فوت) می‌باشد.